# Ettore Bertoni
Ettore Bertoni (Faenza, 3 agosto 1922 – Parma, 8 luglio 2017) è stato un calciatore italiano, di ruolo attaccante.

## Carriera
Ha giocato in Serie A con le maglie di Brescia e Legnano, totalizzando complessivamente 21 presenze e 4 reti.
Molto maggiori sono stati i risultati che ha ottenuto in Serie B, dove si aggiudica per due anni consecutivi la classifica cannonieri, centrando la promozione in massima serie col Legnano nella stagione Serie B 1950-1951 e andando a segno in 91 occasioni su 186 presenze. Nella stagione Serie B 1949-1950 realizza 30 reti, con la maglia del Brescia, exploit che da allora non è stato più superato (eguagliato da Luca Toni oltre 50 anni dopo).

## Palmarès
- Capocannoniere della Serie B: 2

1949-1950 (30 gol), 1950-1951 (25 gol)

## Dopo il calcio
Appena dopo aver terminato il corso da allenatore a Coverciano, interrompe la carriera calcistica per aprire un negozio di dolci a Parma, città che da anni lo vede residente assieme alla moglie e le due figlie, che gestisce direttamente assieme alla famiglia per diversi anni, prima di ritirarsi in pensione.